# Качулат кълвач
Качулат кълвач (Dryocopus pileatus) е вид птица от семейство Picidae. Видът е незастрашен от изчезване.

## Разпространение
Разпространен е в Канада, Мексико и САЩ.